# 中里村 (三重県)
中里村（なかざとむら）は三重県員弁郡にあった村。現在のいなべ市藤原町の北東部にあたる。

## 地理
- 河川：員弁川、相場川

## 歴史
- 1889年（明治22年）4月1日 - 町村制の施行により、鼎村・上之山田村・上相場村・日内村・下相場村・長尾村・川合村の区域をもって発足。
- 1955年（昭和30年）4月3日 - 東藤原村・西藤原村・白瀬村・立田村が合併して藤原村が発足。同日中里村廃止。